# Obrium cordicolle
Obrium cordicolle là một loài bọ cánh cứng trong họ Cerambycidae.